# Tapioka

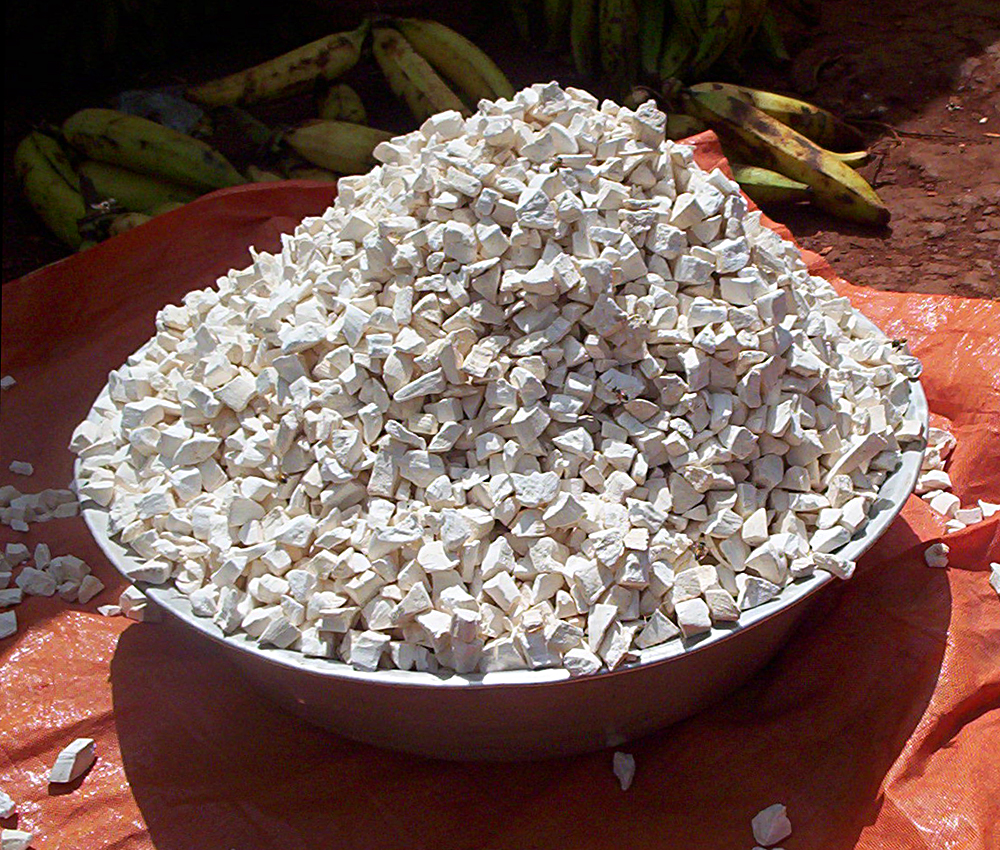
Suszony maniok

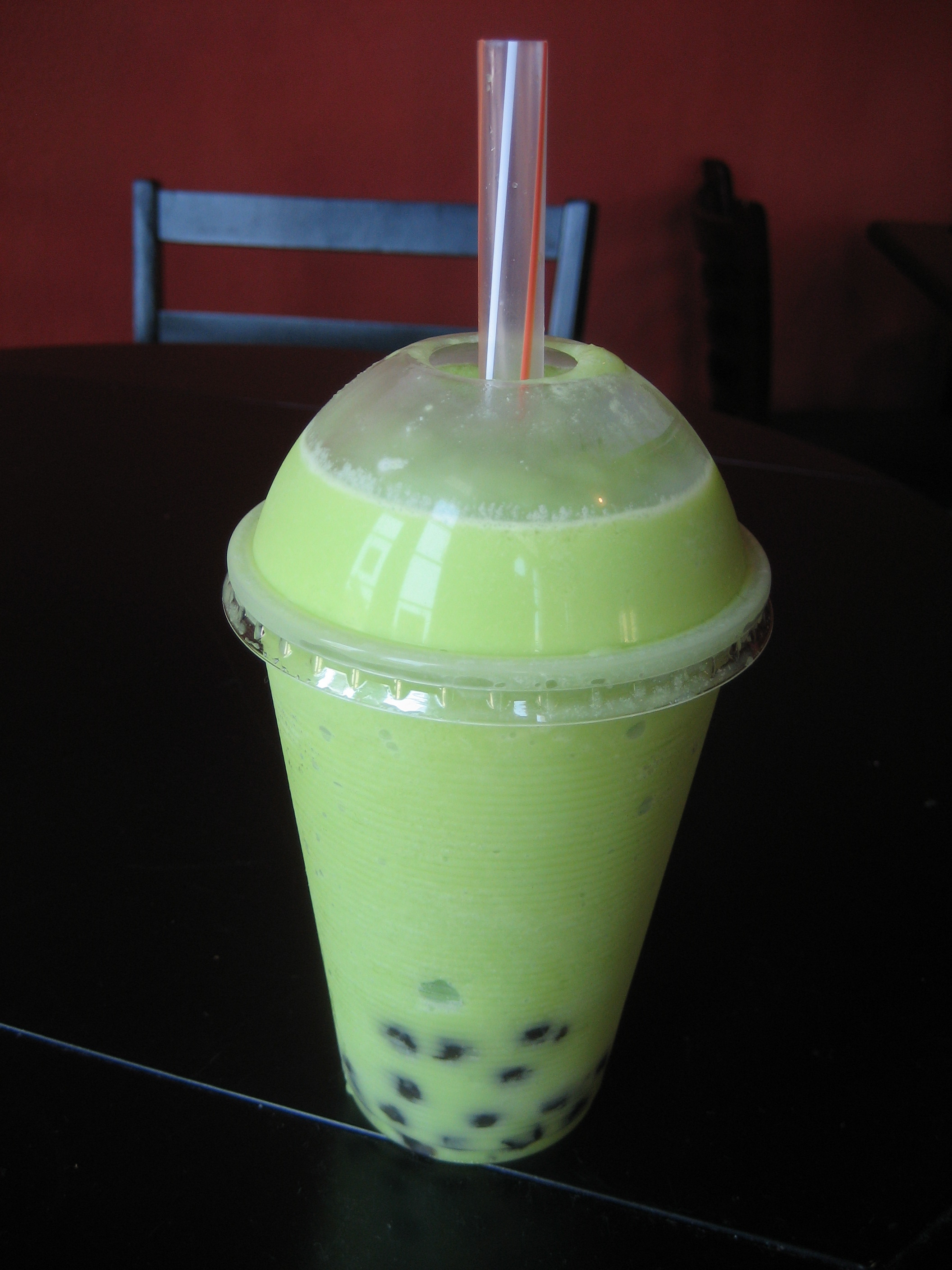
Herbata bąbelkowa z widocznymi granulkami tapioki na dnie naczynia

Tapioka, skrobia tapiokowa – produkt skrobiowy otrzymany z manioku. Proces izolacji tapioki jest zbliżony do pozyskiwania skrobi ziemniaczanej i obejmuje:  mycie oraz obieranie korzeni, rozdrabnianie, wymywanie skrobi, oddzielenie wody sokowej, oczyszczanie, odwadnianie i suszenie.  Występuje w postaci perłowych kulek, płatków i mąki.  
Tapioki w postaci mąki używa się jako zagęszczacza do sosów, musów. Granulat tapioki stosuje się do wyrobu legumin, kisieli mlecznych i owocowych. Tapioka stanowi podstawowy produkt do wyrobu herbaty bąbelkowej. 
Tapioka jest produktem lekkostrawnym i hipoalergicznym. Zawiera głównie węglowodany. Białka, tłuszcze, błonnik, witaminy i składniki mineralne występują w śladowej ilości. Nie zawiera glutenu. Jest dobrym źródłem skrobi opornej, która wspomaga funkcjonowanie układu pokarmowego. Zalecana jest w takich jednostkach chorobowych jak celiakia, choroba Duhringa, choroba Leśniowskiego-Crohna czy w prewencji cukrzycy typu 2.